# Battaglia dello Struma

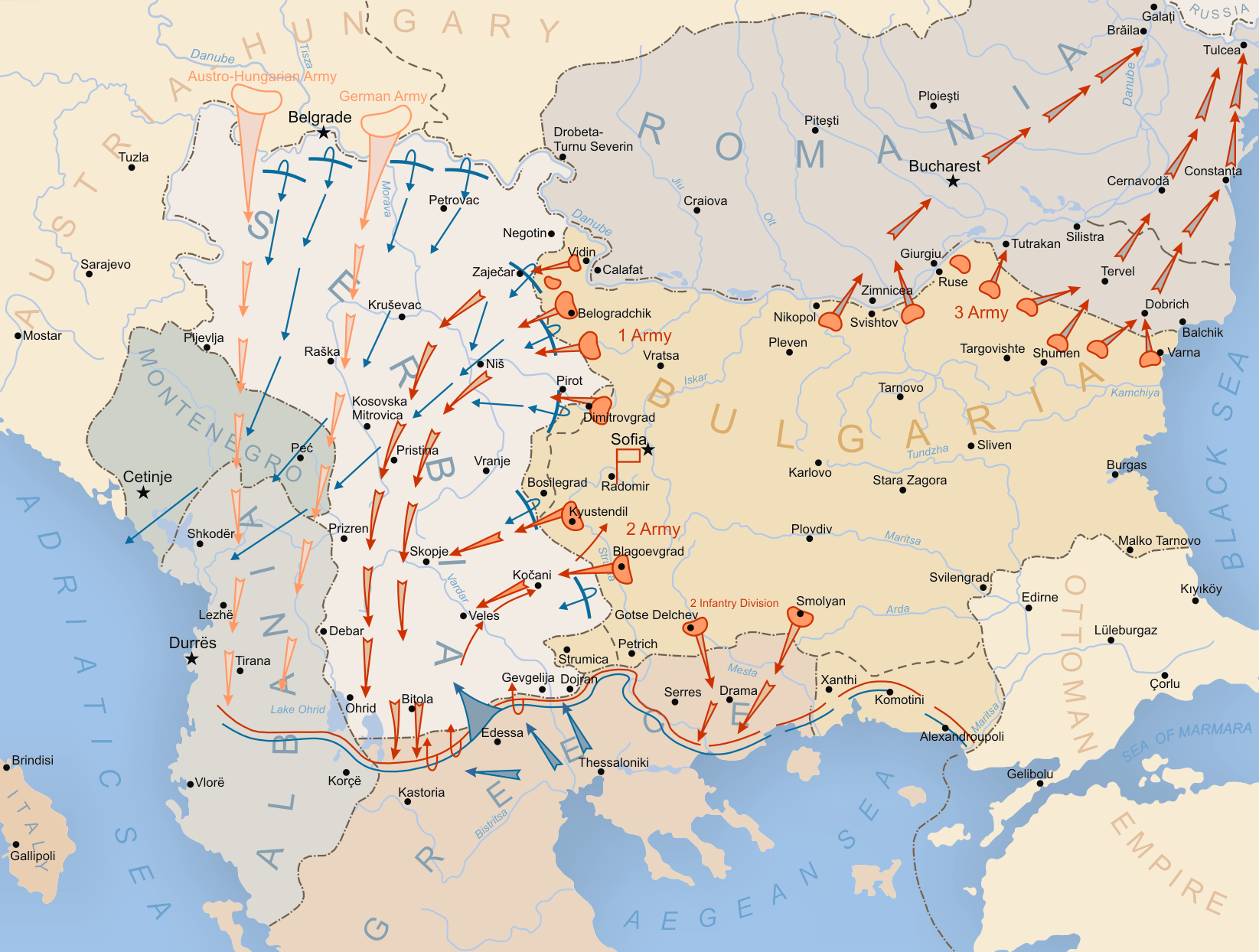
Operazione Struma (a sud)

La battaglia dello Struma fu l'occupazione di una parte della Grecia continentale nordorientale da parte dell'esercito bulgaro, durante la prima guerra mondiale tra il 17 e il 23 agosto 1916. Prende il nome dal fiume Struma (Strymonas).

## Contesto
Nell'agosto 1916 la Romania scelse di unirsi allo sforzo bellico a fianco degli Alleati. Gli Alleati pianificarono una grande offensiva sul fronte macedone per la metà di agosto per sostenere l'entrata in guerra della Romania e bloccare il maggior numero possibile di forze bulgare. L'alto comando bulgaro sospettava un'offensiva imminente e i combattimenti intorno a Doiran scoppiati il 9 agosto confermarono questi sospetti. Da parte loro i bulgari avevano sollecitato un'offensiva in Macedonia dall'inizio dell'anno e ora pianificavano un attacco con la prima e la seconda armata su entrambi i fronti alleati.
Sul fronte occidentale, l'offensiva di Chegan portò alla conquista di Florina, ma la prima armata non riuscì a prendere Chegan (oggi Agios Athanasios).
Il piano sul fianco orientale era di impadronirsi della ferrovia Drama-Komotini e questo obiettivo fu assegnato alla Seconda Armata bulgara e alla 10ª Divisione dell'Egeo. Per l'operazione il generale Todorov poteva contare su 58 battaglioni, 116 mitragliatrici, 57 batterie di artiglieria e 5 squadroni di cavalleria nel suo esercito e ulteriori 25 battaglioni, 24 mitragliatrici, 31 batterie e 5 squadroni nella 10 Divisione.

## Occupazione e conseguenze
L'offensiva di Struma iniziò il 18 agosto con la 7ª Rila, l'11ª divisione macedone e la 3/2 Brigata di fanteria e la 10ª divisione che avanzavano su un fronte lungo 230 chilometri. Per sei giorni le forze bulgare raggiunsero tutti i loro obiettivi di fronte alla debole resistenza greca e francese: in seguito alla cacciata del primo ministro filo-Intesa Eleftherios Venizelos, il governo reale greco ad Atene aveva smobilitato le sue forze e perseguito una linea di neutralità a tutti i costi, anche ordinando alle truppe greche locali di non resistere all'invasione bulgara.
La profondità dell'avanzata raggiunse gli 80-90 chilometri e fu occupata un'area di 4.000 chilometri quadrati. Ancora più importante, tuttavia, il fronte macedone fuo accorciato di 100-120 chilometri. Inoltre, il IV Corpo d'Armata greco smobilitato, sotto il Col. Ioannis Hatzopoulos, che contava 464 ufficiali e 6373 soldati, che si era posizionato nell'area ma non era stato autorizzato dal governo greco a resistere, fu sciolto e le truppe e gli armamenti furono internati dai tedeschi a Görlitz per il resto della guerra. Il generale Nikolaos Christodoulou non obbedì al governo e insieme ai suoi uomini si unì al Movimento di Difesa Nazionale, che scoppiò a Salonicco.
Le città di Kavala, Drama e Serres furono catturate.

## Conseguenze
Il rifiuto da parte del governo greco di difendere questo territorio, vinto dopo duri combattimenti nella seconda guerra balcanica del 1913, portò ad un colpo di stato da parte di ufficiali filovenizelisti e alla formazione del cosiddetto "Governo Provvisorio di Difesa Nazionale". La Grecia entrò in guerra nel 1917 e alla fine recuperò tutti i territori occupati nel 1918, alla fine del conflitto.